# Breed vlieszaad
Het breed vlieszaad (Corispermum marschallii) is een eenjarige plant uit de amarantenfamilie (Amaranthaceae). De plant komt voornamelijk voor in Oost- en Zuidoost-Europa. In Nederland kwam de plant voor in de duinen maar werd hier in 1966 voor het laatst gevonden.